# Diocesi di Zhengzhou
La diocesi di Zhengzhou (in latino Dioecesis Cemceuvensis) è una sede della Chiesa cattolica in Cina suffraganea dell'arcidiocesi di Kaifeng. Nel 1950 contava 20.514 battezzati su 4.000.000 di abitanti. È retta dal vescovo Taddeo Wang Yuesheng.

## Territorio
La diocesi comprende la parte occidentale della provincia cinese di Henan.
Sede vescovile è la città di Zhengzhou, dove si trova la cattedrale di Nostra Signora di Lourdes.

## Storia
La prefettura apostolica dell'Honan Occidentale fu eretta il 15 maggio 1906, ricavandone il territorio dal vicariato apostolico di Honan meridionale (oggi diocesi di Nanyang), e venne affidata dalla congregazione per la Propagazione della Fede ai padri saveriani di Parma.
Il 2 maggio 1911, in forza del breve Cum summa di papa Pio X, la prefettura apostolica fu elevata al rango di vicariato apostolico; alla sua guida venne posto il saveriano Luigi Calza, che fu il primo religioso della sua congregazione a essere innalzato all'episcopato.
Il 3 dicembre 1924 mutò il nome in favore di vicariato apostolico di Chengchow (Zhengzhou) in forza del decreto Vicarii et Praefecti della Congregazione di Propaganda Fide.
Il 25 maggio 1929 ha ceduto una porzione di territorio a vantaggio dell'erezione della prefettura apostolica di Luoyang (oggi diocesi).
L'11 aprile 1946 il vicariato apostolico è stato elevato a diocesi con la bolla Quotidie Nos di papa Pio XII.

## Cronotassi dei vescovi
Si omettono i periodi di sede vacante non superiori ai 2 anni o non storicamente accertati.
- Luigi Calza, S.X. † (21 giugno 1906 - 22 ottobre 1944 deceduto)
- Faustino M. Tissot, S.X. † (10 maggio 1946 - 1983 ritirato)
  - Sede vacante (1983-2023)
- Taddeo Wang Yuesheng, dal 16 dicembre 2023[3]

## Statistiche
La diocesi nel 1950 su una popolazione di 4.000.000 di persone contava 20.514 battezzati, corrispondenti allo 0,5% del totale.
| anno | popolazione | popolazione | popolazione | presbiteri | presbiteri | presbiteri | presbiteri                | diaconi | religiosi | religiosi | parrocchie |
| anno | battezzati  | totale      | %           | numero     | secolari   | regolari   | battezzati per presbitero | diaconi | uomini    | donne     | parrocchie |
| ---- | ----------- | ----------- | ----------- | ---------- | ---------- | ---------- | ------------------------- | ------- | --------- | --------- | ---------- |
| 1950 | 20.514      | 4.000.000   | 0,5         | 24         | 13         | 11         | 854                       |         | 1         | 62        | 18         |